# Synthetic Pleasures
Synthetic Pleasures ist ein Dokumentarfilm unter der Regie von Iara Lee, der 1995 in den USA gedreht wurde.
Der Film ist ein „Elektronisches Roadmovie durch synthetische Welten“. Er  beschäftigt sich mit technologischen Neuheiten bzw. der schönen neuen Welt aus dem Computer, wie Cyberspace, Computersex und Virtuelle Realität. Diese neuen Welten aus dem Computer werden vorgestellt, erklärt und analysiert.
Cinema-Münster schreibt darüber:
Chaplins Klassiker Modern Times (USA 1936) zeigt die Folgen der Anpassung des Menschen an die Maschine. Synthetic Pleasures (Iara Lee, USA 1995) geht einen Schritt weiter und dokumentiert die Wege, die Wissenschaftler gehen, um Mensch und Maschine zu vernetzen. Diskussionen ergänzen die Filmprogramme, die in Genre und Form unterschiedliche Herangehensweisen präsentieren.

## Auszeichnungen und Nominierungen
- 1996 Sundance Film Festival - Nominated for the Grand Jury Prize in the Documentary category
- 1996 Ft. Lauderdale International Film Festival - Won Jury Award for Best Documentary